# М-91 Вихор
М-91 Vihor — основной боевой танк, Югославии созданный на базе танка М-84, разрабатывался с 1985 по 1989, но из-за распада Югославии производство остановилось и было выпущено всего 3 танка. M-91 Vihor является лицензированной копией советского танка T-72 которая была куплена у СССР в 1978 году. Из-за распада Югославии он так и не пошёл в серийное производство, и было изготовлено лишь несколько прототипов, в основном для испытаний. Позднее его развитие привело к созданию M-95 Degman.

## История
Когда M-84 поступил на вооружение, его сочли удачной конструкцией. Что еще важнее, он осуществил десятилетнюю мечту военного командования ЮНА о создании собственного танка. Тем не менее, предполагалось, что даже этот танк в конечном итоге устареет и что танковые технологии в отношении защиты, вооружения и скорости будут развиваться дальше. Таким образом, пока производство M-84 шло полным ходом, Glavni Vojnotehnički Savet ( на английском языке: Главный военно-технический совет) инициировал новый проект танка, обозначенный как «Zadatak Vihor» (на английском языке: Вихрь задач).
Новый танк должен был обладать улучшенной огневой мощью, подвижностью и защитой, чтобы конкурировать с другими современными танковыми конструкциями в мире. Чтобы ускорить время разработки, самые передовые компоненты существующих танков Т-72 и М-84 должны были быть повторно использованы. Несмотря на это, он должен был существенно отличаться от этих двух танков.
Чтобы лучше понять новые танковые технологии, военная делегация ЮНА была отправлена в несколько стран по всему миру. В начале 1985 года одной из первых посещенных стран была Франция и производитель танков Ateliers de construction d'Issy-les-Moulineaux (AMX). Делегации ЮНА была представлена новая разработка броневых листов AMX. Французские инженеры были очень заинтересованы в характеристиках Т-72. Чиновники ЮНА были особенно заинтересованы в разработках двигателей AMX, и были начаты переговоры о возможной покупке двигателей V8X мощностью 1000 кВт. Хотя велись серьезные переговоры, по неуказанным причинам они так и не были реализованы.
Египет и Китай также посетили. Поскольку египетская танковая промышленность была скромной, там не так много узнали. Китай был более перспективным, и делегация ЮНА имела возможность увидеть Type 59, но в остальном никаких сделок заключено не было. В США делегация ЮНА посетила военный центр TACOM недалеко от Детройта в середине 1985 года.
Наконец, Соединенное Королевство посетили в 1986 году. В то время военная промышленность Соединенного Королевства переживала экономический кризис и была более чем готова продавать различное военное оборудование. Чиновники ЮНА не были заинтересованы в покупке каких-либо технологий из Соединенного Королевства, поскольку большинство деталей не подходили или были просто слишком дорогими для приобретения.
В любом случае, первые чертежи и расчеты того, что должно было стать новым танком, были завершены в 1985 году. Поскольку никаких серьезных проблем с первыми проектами обнаружено не было, проект получил зеленый свет, и работа над первым прототипом началась в 1987 году. Завершение стадии прототипа должно было быть достигнуто к концу 1994 или 1995 года с производством около 15 опытных машин. Если все пройдет без проблем, должен был быть выдан ежегодный заказ на производство 100 машин. Серийный выпуск должен был начаться в 1996 году и закончиться в 2012 году. Эта машина должна была заменить Т-55. Первая предварительная опытная машина была завершена в 1989 году и передана югославской армии для испытаний. Однако это так и не было достигнуто.

## Описание конструкции

### Двигатель и трансмиссия
На M-91 Vihor планировалось установить дизельный двигатель V-46TK-1 с турбонаддувом и интеркулером мощностью 1183 лошадиные силы (870 кВт). Усиленные бортовые коробки передач должны были быть 5-ступенчатыми (4 передачи переднего хода, 1 передача заднего хода), и планировалось, что танк будет способен развивать скорость до 75 км/ч, разгоняясь от 0 до 32 км/ч за 7 секунд.

### Вооружение
В качестве основного вооружения сохранена 125-мм пушка 2А46 от танка М-84, ствол которой покрыт новым тепловым кожухом, увеличивающим скорость охлаждения, а также снижающим вероятность деформации ствола при продолжительном огне.
В качестве дополнительного оружия он был оснащен двумя пулемётами: 7,62-миллиметровым ПКТ и 12,7-мм НСВТ на крыше башни.

### Бронирование
Броня танка многослойная, чтобы дать возможность установить систему крепления для нового типа динамической защиты, усовершенствования были позже применены к хорватской модели М-95 Дегман.

## Сохранившееся экземпляры
Единственный экземпляр данного танка остался на складе в Сербии, а компания Duro Dakovic Inc. позже изготовила ещё два экземпляра, один из которых стал базой для хорватского танка M-95 Degman.